# Franco Conte
Franco Conte (Resana, 24 maggio 1952) è un politico italiano.
Laureato in Biologia presso l'Università di Padova, ha svolto l'attività di insegnante di Scuola Secondaria di Primo Grado e di Secondo Grado.

## Biografia

### Elezione a senatore
Nel 2013 viene eletto senatore della XVII legislatura della Repubblica Italiana nella circoscrizione Veneto per il Popolo della Libertà.
Il 16 novembre 2013, con la sospensione delle attività del Popolo della Libertà, aderisce al Nuovo Centrodestra guidato da Angelino Alfano. 
Il 18 marzo 2017, con lo scioglimento del Nuovo Centrodestra, confluisce in Alternativa Popolare.
Componente della 7ª Commissione (Istruzione pubblica, Università, Ricerca, Cultura, Sport) e vicepresidente dal 2016 al 2018. Componente della Commissione straordinaria per la tutela e la promozione dei diritti umani. Componente della Commissione parlamentare di inchiesta sul femminicidio, nonché su ogni forma di violenza di genere.
Cariche precedenti
Dal 1975 al 1993 Assessore e Vicesindaco a Resana
Dal 1993 al 2004 Sindaco a Resana
Dal 2004 al 2013 Consigliere Comunale a Resana
Dal 2002 al 2006 Consigliere Provinciale Provincia di Treviso
Dal 2006 al 2011 Assessore Provinciale Provincia di Treviso
Dal 2011 al 2016 Consigliere Provinciale Provincia di Treviso
Dal 1995 al 2004 Presidente del Consorzio Intercomunale TV3 
Dal 2021 è presidente dell'Associazione Internazionale Trevisani nel Mondo